# Hemigraphis caudigera
Hemigraphis caudigera är en akantusväxtart som beskrevs av Spencer Le Marchant Moore. Hemigraphis caudigera ingår i släktet Hemigraphis och familjen akantusväxter. Inga underarter finns listade i Catalogue of Life.